# Maria Mambo Café
María Mambo Café, nacida en 1945, fallecida el 1 de diciembre de 2013, fue una economista y política angoleña. Miembro del Movimiento Popular de Liberación de Angola Partido del Trabajo.

## Trayectoria
Café nació en la provincia de Cabinda, un exclave de Angola al norte del país. Estudió Economía en la Unión Soviética y se recibió en 1968. 
Posteriormente formó parte del movimiento independentista de su país natal, desempeñándose en Kinshasa en la República del Congo retornando a Angola en 1974. Posteriormente fue partícipe de las negociaciones que concluyeron en el Tratado de Alvor, firmado el 15 de enero de 1975.
Su carrera comenzó en 1977 cuando fue nombrada Ministro de Comercio Interior, donde se desempeñó hasta 1978. Posteriormente en 1982 fue nombrada Ministro de Desarrollo Social. Posteriormente en 1986 deja este ministerio para asumir como Vice Premier y Ministro de Estado para la ésfera Social y Económica, finalizando en 1988. En 1990 tuvo un breve desempeño como gobernadora de la provincia de Cabinda. El mismo año renunció.
Falleció en Portugal a los 68 años.